# Black Sigil: Blade of the Exiled
Black Sigil: Blade of the Exiled (tidigare kallat Project Exile) är ett datorrollspel som släpptes till Nintendo DS i juni 2009. Spelet utvecklades av Studio Archcraft och var från början tänkt att släppas till Game Boy Advance, men detta ändrades senare till Nintendo DS.

## Handling
Bel Lenora är en värld där alla människor kan använda magi. För länge sedan levde en man som inte kunde använda magi vid namn Vai i Bel Lenora, han var en general som ansågs vara förbannad och han och hans armé lämnade död och förstörelse efter sig. Vai besegrades och förvisades av general Averay. Femton år efter den händelsen vandrar en ung man vid namn Kairu genom Bel Lenora, och han kan inte heller använda magi, han anses också vara förbannad. Han blir förvisad av kungen, men hans adoptivfar, general Averay, ger honom ett svärd innan han lämnar landet.